# Jens Arnoldus
Jens Christian Uffe Arnoldus (født 12. april 1946 i København, død 16. januar 2022 i Vangede) var en dansk filmproducent.
Arnoldus voksede op i Hasle som søn af landsretssagfører Carl Aage Arnoldus. Han blev student fra Rønne Statsskole i 1965 og begyndte derefter at læse jura på Københavns Universitet, men skiftede spor og uddannede sig til socialrådgiver. Dernæst skiftede han til filmbranchen, hvor han arbejdede som indspilningsleder og producent for en række filmselskaber. Han var desuden tilknyttet Den Danske Filmskole som underviser og teknisk chef og var projektleder for skolens flytning til Holmen.
I sine unge år var han en del af hippiebevægelsen, deltog i Thylejren og boede i kollektiv i Hellerup.
Ved sin død boede han i Vangede. Han er begravet på Mariebjerg Kirkegård.

## Filmografi i udvalg
- Walter og Carlo - op på fars hat (1985)
- Pelle Erobreren (indspilningsleder, 1987)
- Drengene fra Sankt Petri (1991)
- Nattevagten (1994)
- Bornholms stemme (produktionsleder, 1999)
- Bænken (2000)
- Arven (2003)